# S&W Model 31
 (novembre 2016).
Vendu de 1960 à 1980, le revolver Smith & Wesson Modèle 31 est un modèle de police et d'autodéfense de calibre 8mm. C'est la dernière version du Smith & Wesson .32 Regulation Police.

## Description
Le modèle 31 est basé sur un revolver antérieur, le Model 30 Hand Ejector (qui était lui-même basé sur le précédent M1903 Hand Ejector), et a été construit sur le nouveau (à l'époque) cadre en I à partir de 1948, et jusqu’en 1991. Le modèle 31 était, au début de sa production, appelé le .32 Regulation Police, bien que ce terme désigne à juste titre un revolver Smith & Wesson d’avant-guerre du même calibre mais de la même conception générale que le prototype du Model 31. La finition était bleuie ou nickelée et le revolver avait une crosse arrondie avec des poignées en noyer. Le Model 31-1 était une version de ce revolver basée sur le cadre en J au lieu de l'ancien cadre en I; il a été construit à partir de 1960-1976. Le Model 31 Regulation Police Target était une variante rare du Model 31 (seulement 200 construits); il avait une visée arrière ajustable de style tir à la cible , mais est par ailleurs identique au Model 31 standard avec un canon de 4 pouces pour le jeu. Les longueurs de canons originales disponibles étaient de 1,25, 2, 3, 3,25, 4 et 4,25 pouces; en 1957, les longueurs de fûts ont été normalisées à 2, 3 et 4 pouces, le fût de 4 pouces ayant été retiré de la production en 1978. (Les Model 31-2 et 31-3 n'ont donc été produits qu'avec des fûts de 2 ou 3 pouces. et les Model 31-1 ont été fabriqués uniquement avec des barils de 2, 3 et 4 pouces.) Les barils d'origine ont été épinglés, mais en 1982, l'épinglage du canon a été supprimé et, en 1988, un nouveau modèle a été ajouté. Le système de retenue de l’étrier et le boîtier à goujons radiaux ont augmenté la sécurité du canon non goupillé. Les finitions étaient bleuies ou nickelées; le guidon d'origine était en forme de demi-lune arrondie; en 1957, elle a été remplacée par une rampe dentelée de 0,1 pouce de large. Le Model 31 avait une vue arrière à cran carré; c'était à l'origine un peu étroit, mais la largeur de l'entaille a été portée à 0,125 pouce en 1990 (le Model 31-3). Les poignées étaient à l’origine des poignées en noyer avec des médaillons Smith & Wesson; le damier a été abandonné en 1968. Le cadre d'origine utilisé était le cadre en I, mais avec le Model 31-1 de 1961, le cadre de base du Model 31 a été remplacé par le cadre en J légèrement plus grand et le poids a légèrement augmenté . Dans toutes les quasi-incarnations, le modèle 31 restait pour la plupart un revolver léger adapté à la défense à courte portée ou comme arme secrète, bien que l’une des premières versions avec un canon de 4,25 pouces fût une arme de combat digne de confiance.

## Données techniques
- Type : revolver à double action et barillet tombant (à gauche). Carcasse fermée. Visée fixe. Crosse carée avec plaquettes en bois.
- Utilisation : Self-défense.
- Munition : .32 S&W Long
- Barillet : 6 coups
- Canon : 5/7,6/10 cm
- Longueur (avec le canon le plus long) : 22 cm environ
- Masse de l'arme vide (avec le canon le plus long) : 530 g

## Sources
- L. Sérandour, Les Armes de poing modernes, Balland, 1970
- R. Caranta, Les Armes de défense, Balland, 1970
- R. Caranta, L'Aristocratie du Pistolet, Crépin-Leblond, 1997